# Triglav
|  | Triglav er også navnet på det højeste bjerg i de Juliske Alper |
Triglav var i vendisk mytologi den trehovedede gud med bind for øjnene. Han kunne se ind i den overjordiske verden, underverdenen og menneskets verden. I Stettin lod man en sort hest fungere som Triglavs orakel. Nogle mener, at han er vendernes overgud, men det er muligvis et kristent forsøg på at få treenigheden til at være et centralt tema hos venderne.